# Phare de l'Île George
Le phare de George Island est un petit phare situé sur l'île George (en), qui est au centre du bassin septentrional du lac Winnipeg, dans la province canadienne du Manitoba.
La tour mesure 15,5 m de haut et consiste en un treillis en acier en forme de pyramide tronquée, peint en rouge. La lanterne à son sommet est peinte en blanc. Le feu est un éclat blanc, omnidirectionnel avec une période de 4 secondes et une focale de 20 m. Le phare est géré par la Garde côtière canadienne.

## Histoire
Le phare a été édifié en 1906 pour aider à la navigation dans le bassin nord du lac Winnipeg, qui peut être traître. Il a été gardienné jusqu'en 1981. C'est le dernier phare canadien à avoir été complètement automatisé. Le dernier gardien de phare, Willard Olson, a servi sur l'île George de 1951 à 1981.